# Gotland-Pony
Das Gotland-Pony (schwed. Gotlandsruss) ist eine alte schwedische Pferderasse auf der Insel Gotland und umliegenden Inseln.

## Exterieur
Die Schulterhöhe dieser Pferde liegt bei 115 bis 130 Zentimeter und es kommt eine große Variationsbreite an Fellfarben vor. Die meisten Tiere sind braun oder schwarz, jeweils zu etwa 40 %; daneben kommen zu 20 % helle Farben vor.

## Interieur
Das Gotlandpony besitzt schöne Gangarten – der Trab ist etwas hart – und sie haben ein ausgezeichnetes Springtalent.

## Zuchtgeschichte
Die ältesten archäologischen Funde von kleingewachsenen Pferden, die wahrscheinlich von Ahnen des heutigen Gotland-Ponys stammen, fand man auf der Insel Stora Karlsö. Man glaubte erst, dass sie aus der jüngeren Steinzeit stammten, doch neuere Untersuchungen datieren die Knochen in die Eisenzeit. Über einen sehr langen Zeitraum lebten die Tiere wild oder halbwild in den Wäldern von Gotland. Aus diesem Grund tragen sie auch den Namen Skogsruss, das bedeutet Waldpferd. Wie andere Pferderassen unter gleichen Verhältnissen wurden sie widerstandsfähig, frisch und anpassungsfähig. Sie wurden von den Bauern als Nutztiere in der Landwirtschaft eingesetzt und galten, solange sie in Freiheit lebten, als Allgemeingut. Wer ein Pferd brauchte, fing sich eines aus der Herde und zähmte es für seine Zwecke. Eine Umgestaltung des Bodennutzungsrechtes bedrohte ab 1859 für einige Jahre den Bestand, doch eine Gruppe interessierter Personen setzte sich für den Schutz der Tiere ein. Zwischen 1880 und 1960 kreuzte man einige wenige ausländische Hengste mit Stuten des Gotland-Ponys. Die eingeführten Tiere waren so wenige, dass sie keinen größeren Einfluss auf die Rasse hatten, doch wurde mit ihnen die genetische Vielfalt verbessert.
Auch heute noch gibt es eine Gruppe von wildlebenden Gotland-Ponys im Wald Lojsta hed (82 m ö.h., ⊙) in der Mitte der Insel. Auf dem Gervide Gård in Sjonhem befindet sich Gotlands einziges Pferdemuseum. Die Rasse wurde 1984 von den schwedischen Behörden als nationale und schützenswerte Pferderasse anerkannt. Auf Bauernhöfen und in Reitschulen wird sie gern als Kinderreitpferd eingesetzt. Die Ponys sind sehr lernfähig, haben aber durchaus ihren eigenen Willen, wenn man in ihrer Ausbildung nicht konsequent genug ist, und nehmen dann eventuell auch unliebsame Gewohnheiten an.